# 푸른베짜기개미

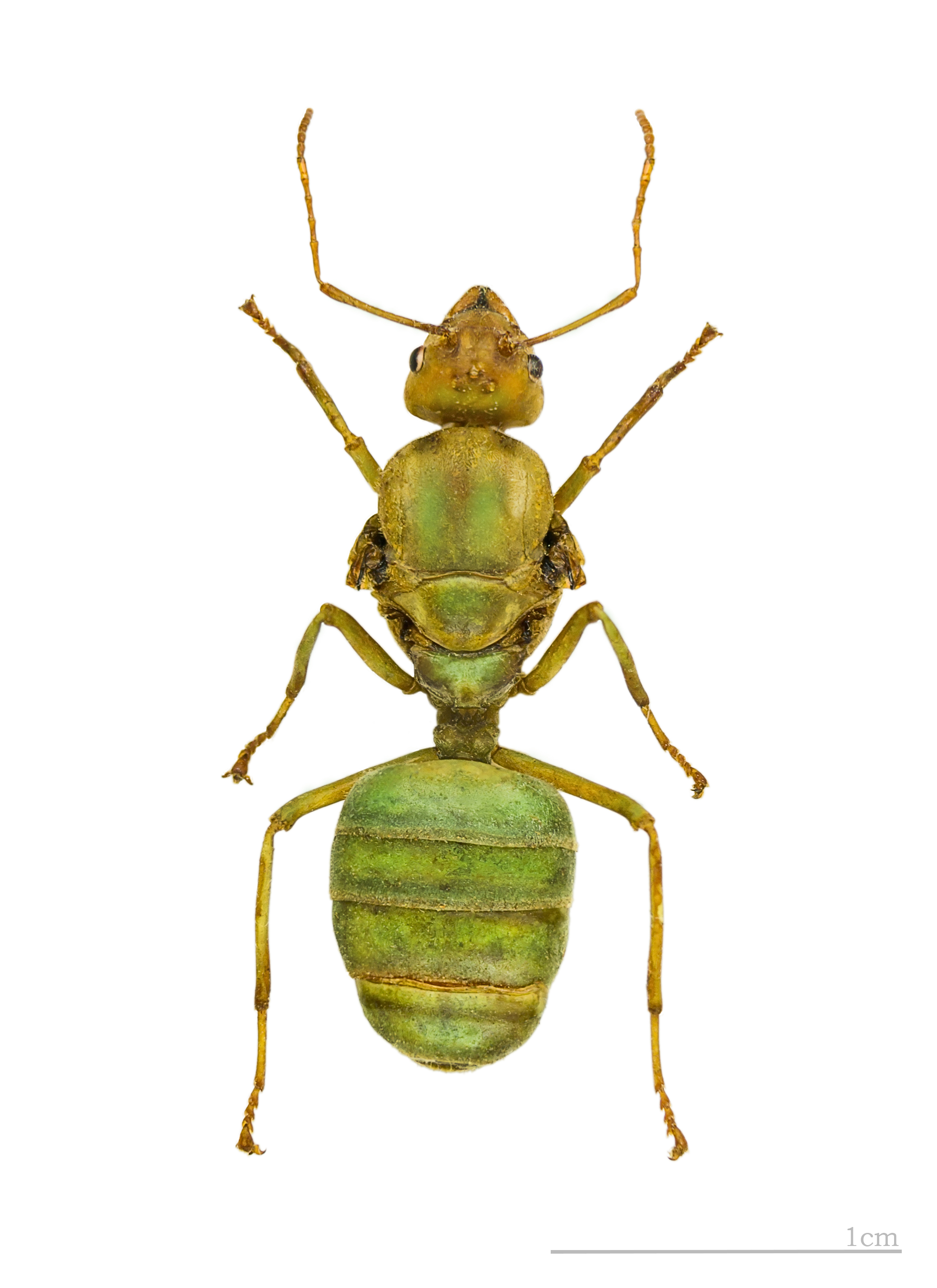
Oecophylla smaragdina

푸른베짜기개미는 개미과에 속하는 개미의 한 종으로, 다른 베짜기개미들과 마찬가지로 나무에서 산다. 푸른베짜기개미는 초록색이거나 빨간색이며, 말레이시아에서 종종 ‘불개미’로 불린다(실제 불개미는 불개미아과와 열마디개미속에 있다). 본 종은 하나의 나무에 정착하여 주로 서식하며 다소성(polydomous)을 띈다. 각각의 둥지(nest)는 애벌레로부터 합성된 섬유로 나뭇잎을 엮으며 만들어진다: 종명 'oecophylla'는 그리스어로, 직역하면 나뭇잎 집이다. 푸른베짜기개미의 유충과 번데기들은 새의 먹이, 낚시용 미끼등에 쓰인다.

## 설명
소형 일개미(minor)와 대형 일개미(major)는 대부분 주황색 빛을 띈다. 소형 일개미의 크기는 다양하나 보통 5~7mm 이내이며 애벌레 양육을 담당하고 깍지벌레를 관리한다. 깍지벌레는 푸른베짜기개미와 상리공생관계를 맺으며 군체에게 보호받는 대신 감로를 제공해 준다. 대형 일개미는 대게 8~10mm 이내이며 소형 일개미와 비교했을 때 더 길고 강한 다리와 큰 턱을 가지고 있다. 대형 일개미들은 군체의 사냥과 둥지의 보수와 확장을 주로 담당한다. 여왕 개체는 보편적으로 20~25mm 이내의 크기이며 초록색에서 갈색까지 다양한 배색을 띤다. 종명 smaragdina는 여왕의 발색에서 유래하였으며 라틴어로 에메랄드라는 의미를 가지고 있다.

## 분포와 서식지
푸른베짜기개미는 아시아부터 오스트레일리아까지 광범위한 분포를 가지고 있으며 인도, 인도네시아, 중국, 그리고 오스트레일리아에 서식한다. 군체는 보통 수목성(arboreal)이며 나뭇잎들을 엮어 둥지를 짓고 산다. 둥지는 보통 밤에 지어지며 대형 일개미들이 외부에서 엮으면 소형 일개미들이 내부 공간을 정리한다. 하나의 군체는 나무 하나에 여러 둥지를 가지고 있을 수 있으며 근접한 나무에도 둥지가 있을 수 있다. 군체는 최대 50만 개체에 이를 수 있다. 각각의 군체는 단일 여왕만 허용하며 둥지 중 하나에 여왕이 분포해있다. 성숙한 군체는 평균적으로 8년 동안 유지될 수 있다.

## 생태
푸른베짜기개미는 열대 지역의 임관(林冠)에 크게 기여를 한다. 둥지는 대게 일개미들에 의해 제작되고 관리되며 군체 내에 충분한 양의 애벌레가 존재하지 않을 경우 생성되지 않는다. 잎을 서로 엮을 때는 애벌레로 부터 합성된 섬유성 물질을 사용한다. 제작 초기에는 여러마리의 일개미들이 모여 한쪽 잎의 끝부분에서 다른 쪽 잎의 끝부분을 잡아 연결시킨다, 초기 단계에서는 섬유가 사용되지 않으며 일개미들이 각각의 잎을 물리적으로 연결한다.

## 같이 보기
- 베짜기개미

1. 1 2  “Weaver Ant - Oecophylla smaragdina. Facts, Identification” (영국 영어). 2023년 10월 20일에 확인함.
2. 1 2  “Green Tree Ants - State of the Environment Report”. 2023년 10월 20일에 확인함.
3. ↑  Kusters, Koen; Belcher, Brian (2004년 1월 1일). 《Forest Products, Livelihoods and Conservation: case studies of non-timber forest product systems. volume 1 - Asia》 (영어). CIFOR. ISBN 978-979-3361-23-9.
4. ↑  Bluthgen, Nico; Fiedler, Konrad (2002년 9월). “Interactions between weaver ants Oecophylla smaragdina, homopterans, trees and lianas in an Australian rain forest canopy”. 《Journal of Animal Ecology》 (영어) 71 (5): 793–801. doi:10.1046/j.1365-2656.2002.00647.x. ISSN 0021-8790.